# Callerebia shuana
Callerebia shuana är en fjärilsart som beskrevs av Evans 1915. Callerebia shuana ingår i släktet Callerebia och familjen praktfjärilar. Inga underarter finns listade i Catalogue of Life.